# Kvalifikace na Mistrovství světa ve fotbale 2014 (AFC) – čtvrtá fáze
Ve čtvrté fázi asijské kvalifikace na Mistrovství světa ve fotbale 2014 bylo 10 týmů rozlosováno do dvou skupin po pěti účastnících, kteří se utkali dvoukolově každý s každým doma a venku. První dva týmy z každé skupiny následně přímo postoupily na závěrečný turnaj, zatímco týmy na třetích místech postoupily do baráže o místo v mezikontinentální baráži.

## Nasazení
K rozdělení do losovacích košů byl použit žebříček FIFA z března 2012 (čísla v závorkách za každým týmem znamenají pořadí v tomto žebříčku). Los se uskutečnil 9. března 2012 v Kuala Lumpur.
| Koš 1                           | Koš 2                   | Koš 3                     | Koš 4                     | Koš 5                   |
| ------------------------------- | ----------------------- | ------------------------- | ------------------------- | ----------------------- |
| Austrálie (20) Jižní Korea (30) | Japonsko (33) Írán (51) | Uzbekistán (67) Irák (76) | Jordánsko (83) Katar (88) | Omán (92) Libanon (124) |

## Skupina A
| Tým         | Z | V | R | P | VG | IG | +/- | B  |
| ----------- | - | - | - | - | -- | -- | --- | -- |
| Írán        | 8 | 5 | 1 | 2 | 8  | 2  | +6  | 16 |
| Jižní Korea | 8 | 4 | 2 | 2 | 13 | 7  | +6  | 14 |
| Uzbekistán  | 8 | 4 | 2 | 2 | 11 | 6  | +5  | 14 |
| Katar       | 8 | 2 | 1 | 5 | 5  | 13 | -8  | 7  |
| Libanon     | 8 | 1 | 2 | 5 | 3  | 12 | -9  | 5  |

- Írán postoupil na Mistrovství světa ve fotbale 2014.
- Jižní Korea postoupila na Mistrovství světa ve fotbale 2014.
- Uzbekistán postoupil do baráže o 5. místo.

| 3. června 2012 19:00 UTC+5 |        |                  |                                    |
| Uzbekistán                 | 0 – 1  | Írán             | JAR Stadium, Taškent diváci: 9 000 |
|                            | Report | Khalatbari 90+4' | JAR Stadium, Taškent diváci: 9 000 |

| 3. června 2012 20:30 UTC+3 |        |           |                                                            |
| Libanon                    | 0 – 1  | Katar     | Camille Chamoun Sports City Stadium, Bejrút diváci: 40 000 |
|                            | Report | Soria 64' | Camille Chamoun Sports City Stadium, Bejrút diváci: 40 000 |

| 8. června 2012 19:15 UTC+3 |        |                                                         |                                                |
| Katar                      | 1 – 4  | Jižní Korea                                             | Jassim Bin Hamad Stadium, Dauhá diváci: 10 730 |
| Ahmed 22'                  | Report | Lee Keun-Ho 26', 80' Kwak Tae-Hwi 55' Kim Shin-Wook 64' | Jassim Bin Hamad Stadium, Dauhá diváci: 10 730 |

| 8. června 2012 16:00 UTC+3 |        |             |                                                            |
| Libanon                    | 1 – 1  | Uzbekistán  | Camille Chamoun Sports City Stadium, Bejrút diváci: 13 000 |
| Al Saadi 34'               | Report | Hasanov 12' | Camille Chamoun Sports City Stadium, Bejrút diváci: 13 000 |

| 12. června 2012 20:00 UTC+9            |        |         |                                       |
| Jižní Korea                            | 3 – 0  | Libanon | Goyang Stadium, Goyang diváci: 36 756 |
| Kim Bo-Kyung 30', 48' Koo Ja-Cheol 90' | Report |         | Goyang Stadium, Goyang diváci: 36 756 |

| 12. června 2012 20:00 UTC+4:30 |        |       |                                        |
| Írán                           | 0 – 0  | Katar | Azadi Stadium, Teherán diváci: 100 000 |
|                                | Report |       | Azadi Stadium, Teherán diváci: 100 000 |

| 11. září 2012 18:00 UTC+5            |        |                                    |                                                    |
| Uzbekistán                           | 2 – 2  | Jižní Korea                        | Pakhtakor Markazij Stadium, Taškent diváci: 33 000 |
| Ki Sung-Yueng 13' (vl.) Tursunov 59' | Report | Kwak Tae-Hwi 43' Lee Dong-Gook 57' | Pakhtakor Markazij Stadium, Taškent diváci: 33 000 |

| 11. září 2012 17:00 UTC+3 |        |      |                                                            |
| Libanon                   | 1 – 0  | Írán | Camille Chamoun Sports City Stadium, Bejrút diváci: 14 000 |
| Antar 28'                 | Report |      | Camille Chamoun Sports City Stadium, Bejrút diváci: 14 000 |

| 16. října 2012 20:00 UTC+3:30 |        |             |                                       |
| Írán                          | 1 – 0  | Jižní Korea | Azadi Stadium, Teherán diváci: 99 885 |
| Nekounam 76'                  | Report |             | Azadi Stadium, Teherán diváci: 99 885 |

| 16. října 2012 15:25 UTC+3 |        |              |                                                |
| Katar                      | 0 – 1  | Uzbekistán   | Jassim Bin Hamad Stadium, Dauhá diváci: 11 260 |
|                            | Report | Tursunov 13' | Jassim Bin Hamad Stadium, Dauhá diváci: 11 260 |

| 14. listopadu 2012 20:00 UTC+3:30 |        |             |                                       |
| Írán                              | 0 – 1  | Uzbekistán  | Azadi Stadium, Teherán diváci: 43 700 |
|                                   | Report | Bakajev 71' | Azadi Stadium, Teherán diváci: 43 700 |

| 14. listopadu 2012 17:45 UTC+3 |        |         |                                                |
| Katar                          | 1 – 0  | Libanon | Jassim Bin Hamad Stadium, Dauhá diváci: 12 870 |
| Soria 75'                      | Report |         | Jassim Bin Hamad Stadium, Dauhá diváci: 12 870 |

| 26. března 2013 20:00 UTC+9         |        |             |                                              |
| Jižní Korea                         | 2 – 1  | Katar       | Seoul World Cup Stadium, Soul diváci: 37 222 |
| Lee Keun-Ho 60' Son Heung-Min 90+6' | Report | Ibrahim 63' | Seoul World Cup Stadium, Soul diváci: 37 222 |

| 26. března 2013 18:00 UTC+5 |        |         |                                           |
| Uzbekistán                  | 1 – 0  | Libanon | Bunyodkor Stadium, Taškent diváci: 34 000 |
| Djeparov 63'                | Report |         | Bunyodkor Stadium, Taškent diváci: 34 000 |

| 4. června 2013 19:15 UTC+3 |        |                    |                                                |
| Katar                      | 0 – 1  | Írán               | Jassim Bin Hamad Stadium, Dauhá diváci: 11 872 |
|                            | Report | Ghoochannejhad 66' | Jassim Bin Hamad Stadium, Dauhá diváci: 11 872 |

| 4. června 2013 20:30 UTC+3 |        |                   |                                                           |
| Libanon                    | 1 – 1  | Jižní Korea       | Camille Chamoun Sports City Stadium, Bejrút diváci: 8 430 |
| Maatouk 12'                | Report | Kim Chi-Woo 90+7' | Camille Chamoun Sports City Stadium, Bejrút diváci: 8 430 |

| 11. června 2013 20:00 UTC+9 |        |            |                                              |
| Jižní Korea                 | 1 – 0  | Uzbekistán | Seoul World Cup Stadium, Soul diváci: 50 699 |
| Shorakhmedov 42' (vl.)      | Report |            | Seoul World Cup Stadium, Soul diváci: 50 699 |

| 11. června 2013 20:00 UTC+4:30                        |        |         |                                       |
| Írán                                                  | 4 – 0  | Libanon | Azadi Stadium, Teherán diváci: 91 300 |
| Khalatbari 39' Nekounam 45+1', 86' Ghoochannejhad 46' | Report |         | Azadi Stadium, Teherán diváci: 91 300 |

| 18. června 2013 21:00 UTC+9 |        |                    |                                                    |
| Jižní Korea                 | 0 – 1  | Írán               | Ulsan Munsu Football Stadium, Ulsan diváci: 42 243 |
|                             | Report | Ghoochannejhad 60' | Ulsan Munsu Football Stadium, Ulsan diváci: 42 243 |

| 18. června 2013 17:00 UTC+5                           |        |           |                                           |
| Uzbekistán                                            | 5 – 1  | Katar     | Bunyodkor Stadium, Taškent diváci: 34 000 |
| Nasimov 60', 74' Zoteev 72' Ahmedov 87' Bakajev 90+1' | Report | Ilyas 37' | Bunyodkor Stadium, Taškent diváci: 34 000 |

## Skupina B
| Tým       | Z | V | R | P | VG | IG | +/- | B  |
| --------- | - | - | - | - | -- | -- | --- | -- |
| Japonsko  | 8 | 5 | 2 | 1 | 16 | 5  | +11 | 17 |
| Austrálie | 8 | 3 | 4 | 1 | 12 | 7  | +5  | 13 |
| Jordánsko | 8 | 3 | 1 | 4 | 7  | 16 | -9  | 10 |
| Omán      | 8 | 2 | 3 | 3 | 7  | 10 | -3  | 9  |
| Irák      | 8 | 1 | 2 | 5 | 4  | 8  | -4  | 5  |

- Japonsko postoupilo na Mistrovství světa ve fotbale 2014.
- Austrálie postoupila na Mistrovství světa ve fotbale 2014.
- Jordánsko postoupilo do baráže o 5. místo.

| 3. června 2012 19:00 UTC+3 |        |           |                                                   |
| Jordánsko                  | 1 – 1  | Irák      | Amman International Stadium, Ammán diváci: 13 000 |
| Hayel 43'                  | Report | Akram 14' | Amman International Stadium, Ammán diváci: 13 000 |

| 3. června 2012 19:30 UTC+9      |        |      |                                              |
| Japonsko                        | 3 – 0  | Omán | Saitama Stadium 2002, Saitama diváci: 63 551 |
| Honda 12' Maeda 51' Okazaki 54' | Report |      | Saitama Stadium 2002, Saitama diváci: 63 551 |

| 8. června 2012 17:00 UTC+4 |        |           |                                                     |
| Omán                       | 0 – 0  | Austrálie | Sultan Qaboos Sports Complex, Muscat diváci: 11 000 |
|                            | Report |           | Sultan Qaboos Sports Complex, Muscat diváci: 11 000 |

| 8. června 2012 19:30 UTC+9                                   |        |           |                                              |
| Japonsko                                                     | 6 – 0  | Jordánsko | Saitama Stadium 2002, Saitama diváci: 60 874 |
| Maeda 19' Honda 21', 30', 53' (pen.) Kagawa 35' Kurihara 89' | Report |           | Saitama Stadium 2002, Saitama diváci: 60 874 |

| 12. června 2012 20:00 UTC+10 |        |              |                                          |
| Austrálie                    | 1 – 1  | Japonsko     | Suncorp Stadium, Brisbane diváci: 40 189 |
| Wilkshire 70' (pen.)         | Report | Kurihara 65' | Suncorp Stadium, Brisbane diváci: 40 189 |

| 12. června 2012 17:45 UTC+3 |        |               |                                                  |
| Irák                        | 1 – 1  | Omán          | Grand Hamad Stadium, Dauhá (Katar) diváci: 1 650 |
| Mahmoud 37' (pen.)          | Report | Al Balushi 8' | Grand Hamad Stadium, Dauhá (Katar) diváci: 1 650 |

| 11. září 2012 19:00 UTC+3             |        |              |                                             |
| Jordánsko                             | 2 – 1  | Austrálie    | King Abdullah Stadium, Ammán diváci: 19 000 |
| Abdel-Fattah 48' (pen.) Amer Deeb 73' | Report | Thompson 86' | King Abdullah Stadium, Ammán diváci: 19 000 |

| 11. září 2012 19:34 UTC+9 |        |      |                                              |
| Japonsko                  | 1 – 0  | Irák | Saitama Stadium 2002, Saitama diváci: 60 593 |
| Maeda 25'                 | Report |      | Saitama Stadium 2002, Saitama diváci: 60 593 |

| 16. října 2012 17:15 UTC+3 |        |                         |                                                  |
| Irák                       | 1 – 2  | Austrálie               | Grand Hamad Stadium, Dauhá (Katar) diváci: 2 183 |
| Abdul-Zahra 72'            | Report | Cahill 80' Thompson 84' | Grand Hamad Stadium, Dauhá (Katar) diváci: 2 183 |

| 16. října 2012 17:00 UTC+4 |        |           |                                                     |
| Omán                       | 2 – 1  | Jordánsko | Sultan Qaboos Sports Complex, Muscat diváci: 26 000 |
| Mubarak 62' Darwish 87'    | Report | Bawab 90' | Sultan Qaboos Sports Complex, Muscat diváci: 26 000 |

| 14. listopadu 2012 16:00 UTC+3 |        |           |                                                  |
| Irák                           | 1 – 0  | Jordánsko | Grand Hamad Stadium, Dauhá (Katar) diváci: 1 755 |
| Ahmad 85'                      | Report |           | Grand Hamad Stadium, Dauhá (Katar) diváci: 1 755 |

| 14. listopadu 2012 15:30 UTC+4 |        |                          |                                                     |
| Omán                           | 1 – 2  | Japonsko                 | Sultan Qaboos Sports Complex, Muscat diváci: 28 360 |
| Al Mahaijri 77'                | Report | Kiyotake 20' Okazaki 89' | Sultan Qaboos Sports Complex, Muscat diváci: 28 360 |

| 26. března 2013 19:30 UTC+11 |        |                                 |                                          |
| Austrálie                    | 2 – 2  | Omán                            | Stadium Australia, Sydney diváci: 34 603 |
| Cahill 52' Holman 85'        | Report | Al-Muqbali 6' Jedinak 49' (vl.) | Stadium Australia, Sydney diváci: 34 603 |

| 26. března 2013 17:00 UTC+3 |        |            |                                             |
| Jordánsko                   | 2 – 1  | Japonsko   | King Abdullah Stadium, Ammán diváci: 18 000 |
| Attiah 45+1' Hayel 60'      | Report | Kagawa 69' | King Abdullah Stadium, Ammán diváci: 18 000 |

| 4. června 2013 17:00 UTC+4 |        |      |                                                     |
| Omán                       | 1 – 0  | Irák | Sultan Qaboos Sports Complex, Muscat diváci: 18 300 |
| Al Ajmi 45+4'              | Report |      | Sultan Qaboos Sports Complex, Muscat diváci: 18 300 |

| 4. června 2013 19:34 UTC+9 |        |           |                                              |
| Japonsko                   | 1 – 1  | Austrálie | Saitama Stadium 2002, Saitama diváci: 62 172 |
| Honda 90+1' (pen.)         | Report | Oar 82'   | Saitama Stadium 2002, Saitama diváci: 62 172 |

| 11. června 2013 19:00 UTC+10                 |        |           |                                             |
| Austrálie                                    | 4 – 0  | Jordánsko | Docklands Stadium, Melbourne diváci: 43 785 |
| Bresciano 15' Cahill 61' Kruse 76' Neill 84' | Report |           | Docklands Stadium, Melbourne diváci: 43 785 |

| 11. června 2013 17:30 UTC+3 |        |             |                                                  |
| Irák                        | 0 – 1  | Japonsko    | Grand Hamad Stadium, Dauhá (Katar) diváci: 1 100 |
|                             | Report | Okazaki 89' | Grand Hamad Stadium, Dauhá (Katar) diváci: 1 100 |

| 18. června 2013 19:30 UTC+10 |        |      |                                          |
| Austrálie                    | 1 – 0  | Irák | Stadium Australia, Sydney diváci: 80 524 |
| Kennedy 83'                  | Report |      | Stadium Australia, Sydney diváci: 80 524 |

| 18. června 2013 19:00 UTC+3 |        |      |                                             |
| Jordánsko                   | 1 – 0  | Omán | King Abdullah Stadium, Ammán diváci: 18 000 |
| Hayel 57'                   | Report |      | King Abdullah Stadium, Ammán diváci: 18 000 |